# Jean Douchamps
Jean Edouard Douchamps (* 1915 in Brüssel; † 1976 in Berchem-Sainte-Agathe) war ein belgischer Jazzmusiker (Kontrabass, Gitarre).

## Leben und Wirken
Douchamps lernte ab 1926 Violine, dann Gitarre. Seit 1928 interessierte er sich für den Jazz. Seit 1929 gehörte er zum Whimney Sweepers Orchestra von Armand Boon, seit 1931 zu Georgy and His Hot Saxes. Mitte der 1930er-Jahre spielte er in der Brüsseler Jazzszene in der Formation Hot and Swing A.D.O., mit der 1936 erste Plattenaufnahmen entstanden („I Can’t Give You Anything but Love“) und der er bis 1941 angehörte. Zudem arbeitete er mit Robert De Kers. 1941 war er Gründungsmitglied im Quintette du Hot Club de Belgique um Henri Van Bemst; des Weiteren war er mit René Gil, Jeff De Boeck, Charles Trénet/Léo Chauliac und 1944 mit Ernst van’t Hoff/Bob Jacqmain zu hören. 1942 nahm er erstmals mehrere Titel unter eigenem Namen auf („Sweet Sue, Just You“). Nach Kriegsende spielte er im International’s Dance Orchestra, mit Gus Viseur, Steve Kirk and His Kirk/Atures, in den 1950er-Jahren auch mit Toots Thielemans, Bobby Naret, David Mackersie, Harry Frekin, Nelly Wijsbek/Charlie Knegtel, Henri Segers und ab 1958 bei David Bee and His Dixie Gang. Im Bereich des Jazz war er zwischen 1936 und 1968 an 48 Aufnahmesessions beteiligt. In den 1950er-Jahren legte er unter eigenem Namen (Jean Douchamps et son Orchestre Typique) eine Reihe von Singles im Bereich der Tanz- und Unterhaltungsmusik vor, nahm für Decca aber auch 1953 als John Sweetfield and his Petrolians auf.